# シンデレラ (ウェストバージニア州)
シンデレラ（英語: Cinderella）は、ウェストバージニア州ミンゴ郡に所在する炭鉱町の非法人地域。

## 歴史
シンデレラという名の郵便局は1911年に設立され、1966年に閉鎖されるまで業務を続けた。シンデレラは、珍地名として有名である。
シンデレラは、シンデレラ炭鉱の炭鉱のためのノーフォーク・アンド・ウェスタン鉄道の積出し地点であった。